# Wally Kinnear
William Nicoll Duthie "Wally" Kinnear (ur. 3 grudnia 1880 w Marykirk, zm. 5 marca 1974 w Leicester) – brytyjski wioślarz, złoty medalista olimpijski.
Trenowanie wioślarstwa rozpoczął w wieku 22 lat, dołączając do Cavendish Rowing Club. Następnie reprezentował Kensington Rowing Club.
Wystąpił na igrzyskach olimpijskich w Sztokholmie w 1912, gdzie wywalczył złoty medal w jedynkach. W finale tych zawodów o 8,7 sekundy wyprzedził Belga Polydore'a Veirmana. Był to jego jedyny start olimpijski.
Po wybuchu I wojny światowej, w 1916 wstąpił do Royal Naval Air Service.
Po zakończeniu wojny pracował jako trener wioślarstwa. W 2007 wprowadzony do Scottish Sports Hall of Fame.